# Беклабіто (Нью-Мексико)
Беклабіто (англ. Beclabito), або Бітлаа Біто (навах.Bitłʼááh Bito) — переписна місцевість (CDP) в США, в окрузі Сан-Хуан штату Нью-Мексико. Населення — 265 осіб (2020).

## Географія
Беклабіто розташоване за координатами 36°50′0″ пн. ш. 109°0′14″ зх. д. / 36.83333° пн. ш. 109.00389° зх. д. (36.833469, -109.003827).  За даними Бюро перепису населення США в 2010 році переписна місцевість мала площу 19,50 км², уся площа — суходіл.

## Демографія
Згідно з переписом 2010 року, у переписній місцевості мешкало 317 осіб у 93 домогосподарствах у складі 76 родин. Густота населення становила 16 осіб/км².  Було 107 помешкань (5/км²).
Расовий склад населення:
| - 96,5 % — корінних американців - 1,9 % — білих - 0,3 % — чорних або афроамериканців |

До двох чи більше рас належало 1,3 %. Частка іспаномовних становила 0,0 % від усіх жителів.
За віковим діапазоном населення розподілялося таким чином: 24,6 % — особи молодші 18 років, 65,3 % — особи у віці 18—64 років, 10,1 % — особи у віці 65 років та старші. Медіана віку мешканця становила 38,3 року. На 100 осіб жіночої статі у переписній місцевості припадало 107,2 чоловіків;  на 100 жінок у віці від 18 років та старших — 97,5 чоловіків також старших 18 років.
Середній дохід на одне домашнє господарство  становив 54 103 долари США (медіана — 42 500), а середній дохід на одну сім'ю — 62 585 доларів (медіана — 53 750). Медіана доходів становила 39 167 доларів для чоловіків та 33 750 доларів для жінок. За межею бідності перебувало 19,9 % осіб, у тому числі 30,8 % дітей у віці до 18 років та 16,7 % осіб у віці 65 років та старших.
Цивільне працевлаштоване населення становило 70 осіб. Основні галузі зайнятості: освіта, охорона здоров'я та соціальна допомога — 30,0 %, публічна адміністрація — 17,1 %, науковці, спеціалісти, менеджери — 12,9 %, транспорт — 11,4 %.